# Wallburg Borge
Borge (auch Borgboda genannt) ist eine Wallburg auf der Insel Fasta Åland in der finnischen Provinz Åland.

## Lage und Größe
Die Wallburg (schwedisch: fornborg) Borge bedeckt eine Fläche von 3 ha und ist damit die größte von den sechs bekannten Wallburgen der Provinz Åland. Sie liegt auf einer steilen, frei stehenden Klippe in der Samtgemeinde (Kommun) Saltvik, etwa 3 km östlich des Dorfes Kvarnbo, das wegen seines jährlich durchgeführten Wikingermarktes bekannt ist. Während der Eisenzeit, als der Meeresspiegel etwa 5 m höher lag als heute, war sie auf drei Seiten von Wasser umgeben und lag an einem Nebenarm des Lumparfjordes in einem relativ dicht bevölkerten Gebiet, das bereits in der Bronzezeit besiedelt war.
Von dem Weiler Borgboda, der wegen des kleinen Museums Idas Stuga bekannt ist, führt ein ausgeschilderter etwa 700 m langer Wanderweg zur Wallburg Borge.

Borge fornborg in Borgboda
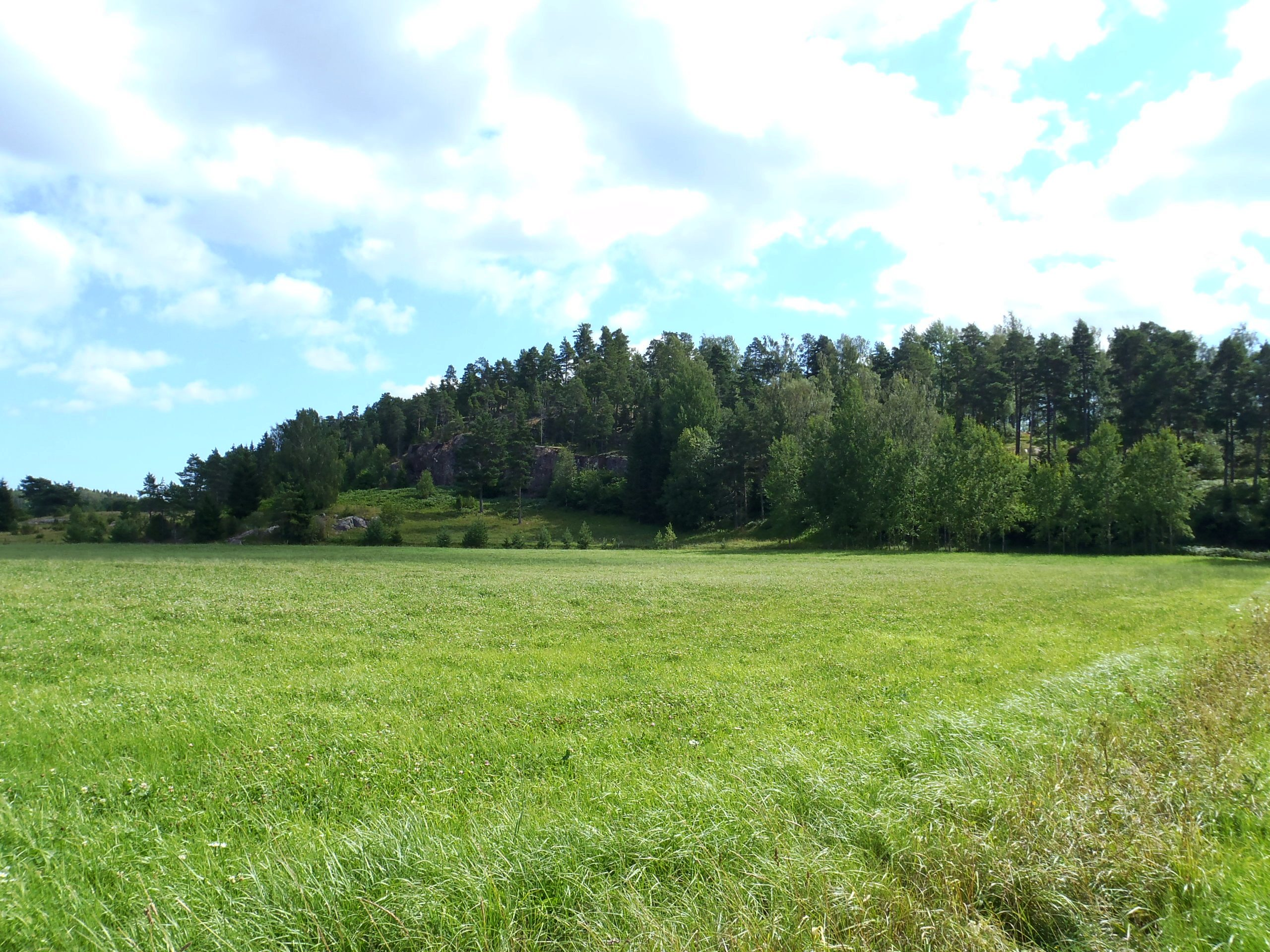
Gesamtansicht
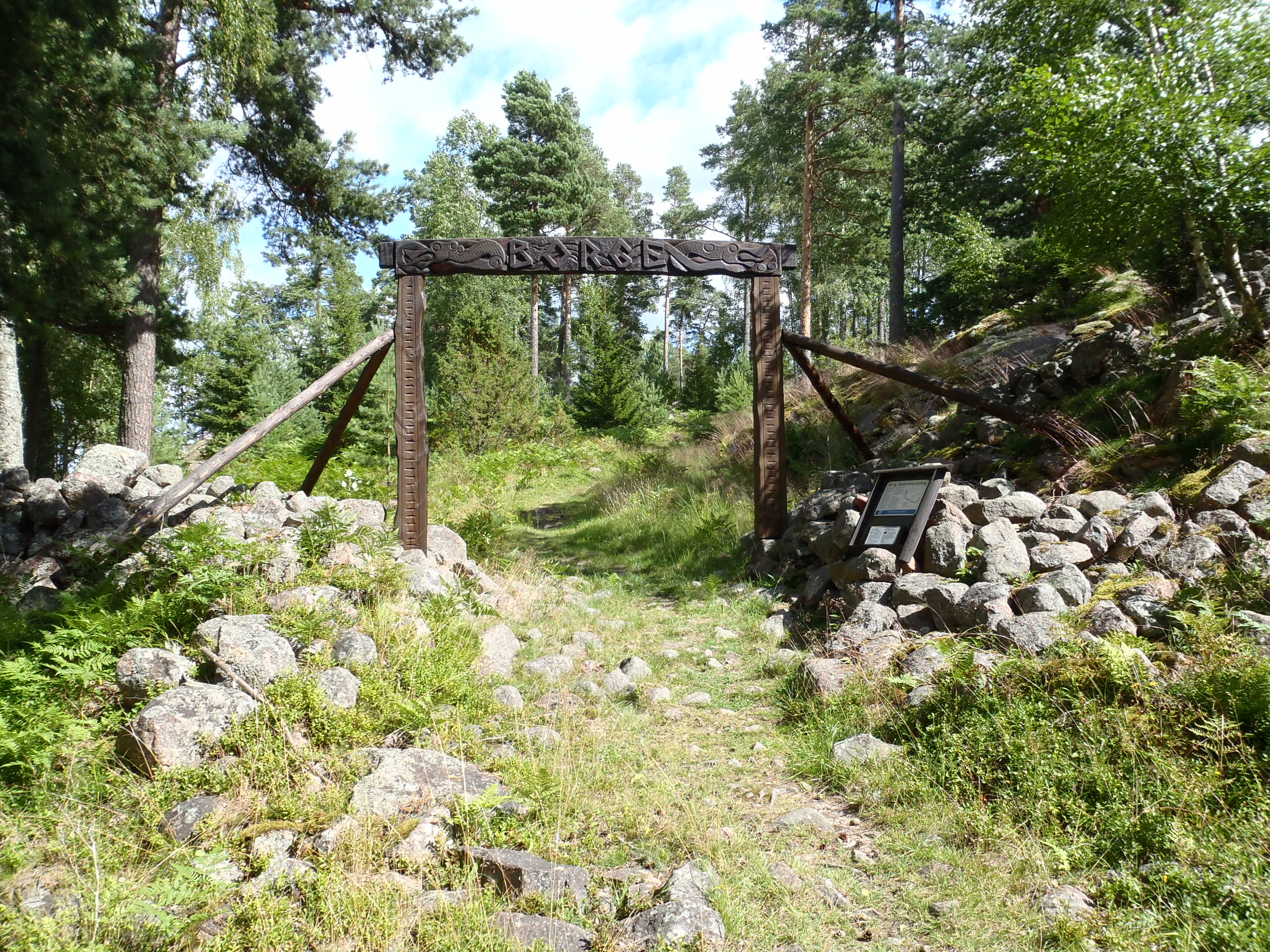
Haupttor
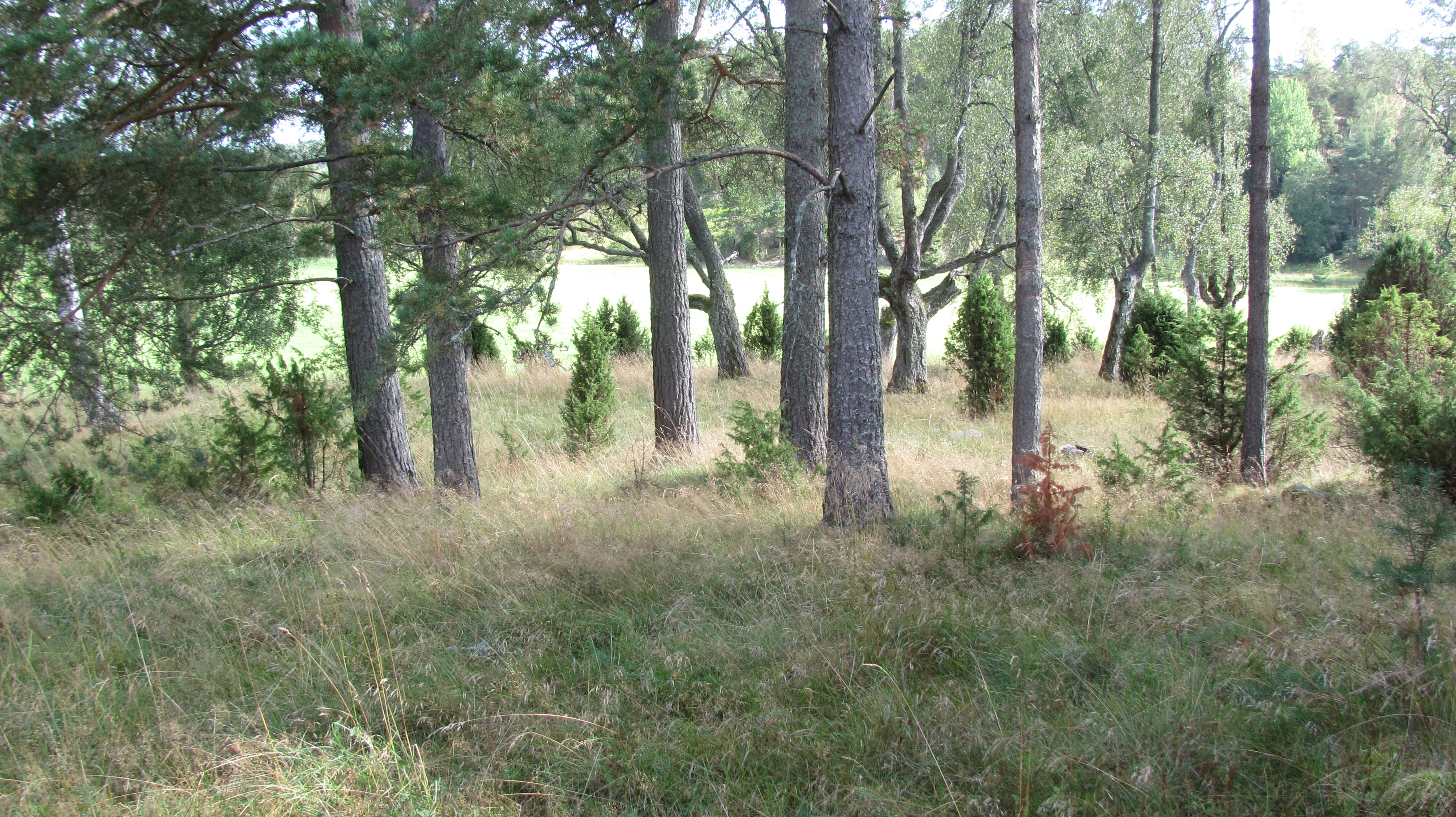
Gräberfeld Ängisbacken
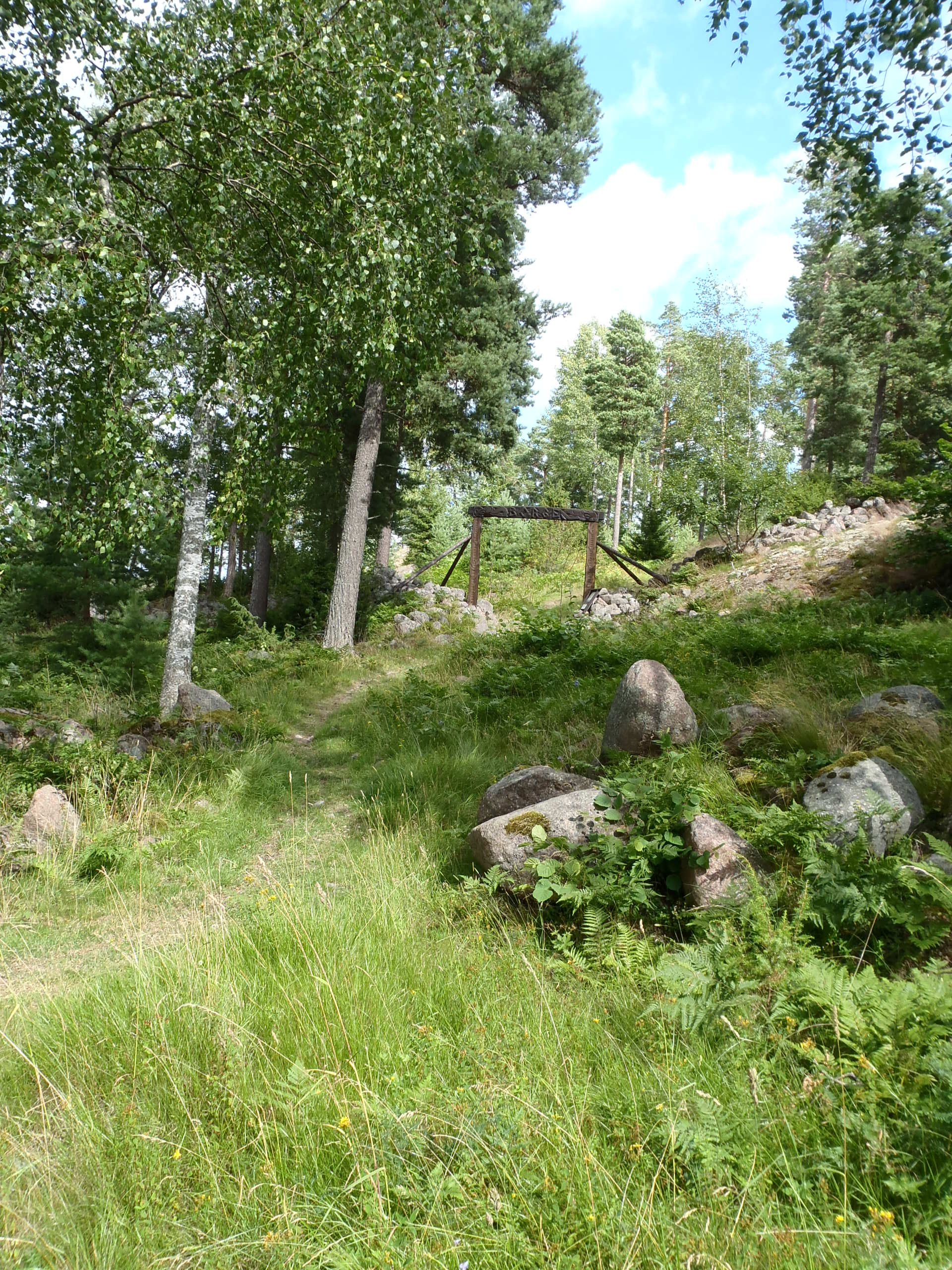
Borge

## Burganlage
Architektonisch erinnert die Wallburg Borge an die Torsburg auf Gotland und an die Burgen im Mälardal in Schweden. Erhalten ist in erster Linie die Burgmauer aus Bruchsteinen und kleineren Findlingen, die im Süden und Westen der Anlage errichtet wurde und auf der sich vermutlich Palisaden befanden. Im westlichen Teil der Burg ist im Bereich des Haupttores eine zusätzliche Mauer erhalten. An der Nord- und Ostseite wurde die Burg nicht durch eine Mauer begrenzt, da dort die Klippe, auf der sich die Burg befindet, besonders steil ist und so einen natürlichen Schutz bildet. Ein kleinerer Nebeneingang ist im Bereich der Südmauer erhalten. In der Mitte der Burganlage fand man die Fundamente einiger Gebäude, die zeitlich nicht datierbar sind.
Archäologische Untersuchungen, die in den 1980er Jahren erfolgten, führten zu dem Ergebnis, dass die Wallburg Borge in der späten Eisenzeit, d. h. in der Zeit um 400–1000 n. Chr., genutzt wurde und vermutlich nicht ständig bewohnt war. Da sich in der Nähe der Klippe zur Zeit der Wikinger ein bedeutender Hafen befand – im benachbarten Ort Kvarnbo wurden unter und an der Kirche Reste von Häusern aus der Wikingerzeit entdeckt – geht man davon aus, dass Borge eine Fliehburg war, in der die Bevölkerung der damals dicht besiedelten Gegend in Kriegszeiten und bei anderen Gefahren Schutz suchte.

## Umgebung
In der Nähe der Wallburg Borge befinden sich vier Gräberfelder, wo bei archäologischen Forschungen hauptsächlich Funde aus der Eisenzeit sowie der Zeit der Wikinger und in geringerem Umfang auch aus der Bronzezeit gemacht wurden. Das größte Gräberfeld, Ängisbacken, besteht aus 65 Grabstellen. Gammelgårdshägnaden, das zweitgrößte, umfasst 63 Grabstätten.